# کلاودیو سورنتینو
کلاودیو سورنتینو (ایتالیایی: Claudio Sorrentino؛ (زادهٔ ۱۸ ژوئیهٔ ۱۹۴۵ – درگذشتهٔ ۱۶ فوریهٔ ۲۰۲۱) بازیگر، صداپیشه، مدیر دوبلاژ و مجری اهل ایتالیا بود.
او دوبلور رسمی ایتالیایی جان تراولتا و مل گیبسون بود.
از فیلم‌های او می‌توان به مومو اشاره کرد.